# YellowKorner
YellowKorner est une maison d'édition française de photographies d'art éditées en tirages limités et numérotés.
Fondée en 2006 par Alexandre de Metz et Paul-Antoine Briat, l’enseigne a été rejointe en 2013 par Arthur de Villepin, fils de Dominique de Villepin, pour développer ses activités en Chine via la SAS Art de Vivre Group. Présente dans de nombreux pays, elle compte quelque 150 galeries d'art à travers le monde, organisées en réseau de franchisés.

## Concept
YellowKorner édite des photographies d'art en série numérotée et limitée. 
En augmentant le tirage de ses œuvres par rapport à une galerie traditionnelle, YellowKorner permet d'acquérir une photographie d'art à un prix accessible (de 50 euros pour les premiers formats  à des tirages exceptionnels pouvant atteindre plus de 4 000 euros). 
Ayant pour ambition de démocratiser la photographie d’art, elle se définit comme le 1er éditeur de photographies d’art accessibles.
YellowKorner propose les photographies en différents formats, du format Icône au format Exception, ainsi qu’avec plusieurs types de finitions, caisse Américaine, contre-collage sur aluminium ou encore mise sous plexiglass mat ou brillant.

### Beaux-livres
YellowKorner édite également des beaux-livres en série limitée et signés par les artistes. Le premier de la collection est Africa de Laurent Baheux, édité en 2012 à 2000 exemplaires (épuisé). 
On peut également citer Circumstance du duo d'artistes Formento+Formento, Lost Angels de Lee Jeffries, A wonderful life de Slim Aarons et Blue Note de Francis Wolf en partenariat avec le label de jazz Blue Note Records.

## Histoire
YellowKorner a été créée en 2006 par Alexandre de Metz et Paul-Antoine Briat, tous deux diplômés d’HEC. 
Passionné de photographie et de musique, Alexandre de Metz s’oriente tout d’abord vers des études de droit. Parallèlement à ses études de droit, il se forme avec René Martin, organisateur de concerts de musique classique, créateur du festival « La Folle Journée », expérience qui nourrit en lui une réflexion sur les conditions d’accessibilité de l’art en général.
Issu d’une famille d’entrepreneurs, Paul-Antoine Briat se dirige tout d’abord vers le milieu de la finance (il a notamment travaillé avec Jean-Marie Messier en banque d’affaires) avant de se diriger vers la création d’entreprise à la suite de sa rencontre avec Alexandre de Metz.

## Démarche artistique
YellowKorner met en avant des grands noms de la photographie tels que Gustave le Gray, Eugène Atget, Man Ray, Dorothea Lange, Jean Dieuzaide, Bert Stern, Frank Horvat ou encore Slim Aarons, mais aussi des photographes plus contemporains comme Laurent Baheux, Matthieu Ricard, Romina Ressia et Lee Jeffries.
YellowKorner encourage également des jeunes photographes dès le début de leur carrière comme Aurélien Villette, Franck Bohbot ou encore le couple Formento + Formento.
Les œuvres sont sélectionnées par un comité composé d’une douzaine d’experts sous la supervision des deux fondateurs. Chaque membre de ce comité est spécialiste d’un courant photographique en particulier, allant de 1880 à nos jours.

## Développement
Présente à l'origine dans les Fnac, la société a remporté le prix d'encouragement 2007 du Grand Prix des Jeunes Créateurs de Commerce, qui lui a permis d'ouvrir sa première galerie dans le Marais en 2008. 

### Un réseau mondial de franchisés
Ce n'est qu'après avoir éprouvé le concept avec plusieurs succursales en France et à l'étranger que l'enseigne a choisi de se développer en franchise à partir de 2010. 
En 2011, la société comptait plus de 30 galeries dans le monde ; fin 2013, plus de soixante galeries. 
Aujourd’hui, on dénombre 90 galeries dont :
- 29 en France
- 26 en Allemagne, Royaume-Uni, Belgique, Suisse, Espagne, Pays-Bas, Suède et République tchèque
- 9 aux États-Unis, Canada et Mexique
- 6 galeries à Hong Kong, Singapour, Indonésie et Corée du Sud
- 2 galeries au Liban et en Israël
- 1 galerie au Maroc
- 3 galeries en Suisse

Le 17 mars 2014, YellowKorner annonce la levée de 2,5 millions d'euros auprès d'Audacia, pour viser 500 galeries dans 5 ans.

## Partenariats artistiques
Multipliant les partenariats artistiques, YellowKorner a organisé le 19 mars 2014 une vente aux enchères des œuvres de Lee Jeffries, orchestrée par la maison de vente Pierre Cornette de Saint-Cyr. Les profits de cette vente étaient reversés à l’association caritative « L’un est l’autre », parrainée par Isabelle Nanty.
En avril 2014, YellowKorner rend hommage à Jacques Tati en éditant des photographies extraites des scènes cultes de sa filmographie.
En novembre 2014, YellowKorner s’était également rapproché du monde de la musique à travers un partenariat avec le label de jazz Blue Note : il présentait une série exclusive des photographies de Francis Wolff, photographe attitré du label. 
En mai 2015, YellowKorner a célébré sa collaboration de longue date avec Matthieu Ricard, photographe, moine bouddhiste et interprète français du Dalaï Lama, en mettant à l’honneur dans ses galeries neuf de ses œuvres photographiques exclusives, ainsi qu’un ouvrage intitulé An Ode to Beauty publié en coédition avec La Martinière.